# Chiles en nogada

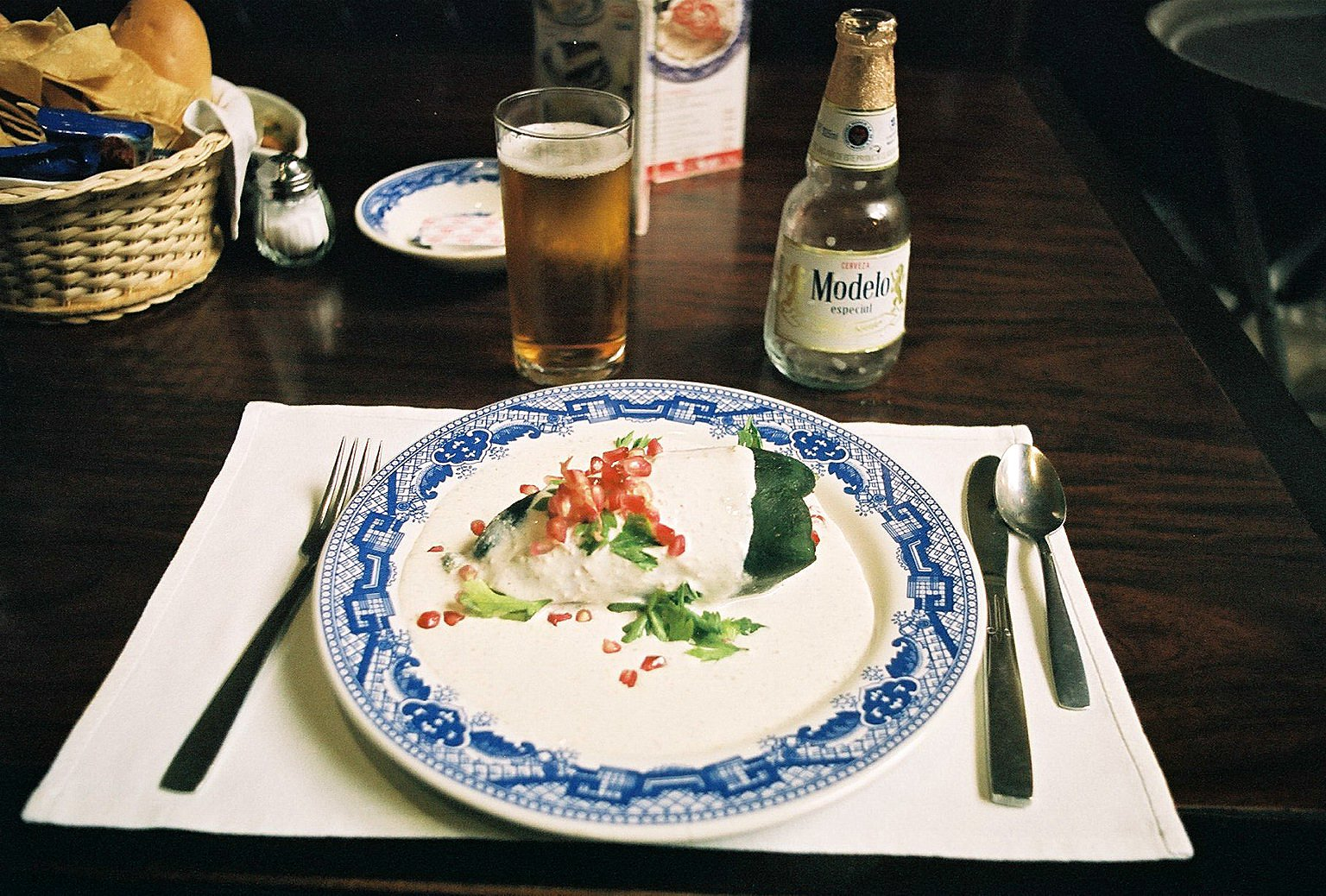
Chiles en nogada

Chiles en nogada (sp) är en mexikansk specialitet. Rätten består av köttfärsfyllda chilifrukter av typen poblano (sp. chile poblano) täckta med valnötsgrädde och granatäpplekorn. Rätten tillkom 1821 vid ett nunnekloster i staden Puebla och serveras allmänt i centrala Mexiko från augusti till oktober. Chiles en nogada är en viktig nationell symbol. Färgerna grön (chilin), vit (valnötsgrädden) och röd (granatäpplekärnorna) är desamma som i den mexikanska flaggan och rätten ätes också under perioden för nationaldagsfirandet.